# 滑川徹
滑川 徹（なめりかわ とおる、1968年 - ）は、日本の工学者。専門は制御工学・制御理論。博士（工学）。
ネットワークシステムの分散協調制御を専門分野としており、2019年現在では、大規模複雑システムの最適管理のための分散協調制御理論とその応用に関する研究を行っている。特に、再生可能エネルギーを含む分散型電力ネットワークの分散最適制御、マルチUAVの分散協調フォーメーション制御、分散推定理論に基づく電力ネットワーク、社会インフラや超スマートシティの制御と管理に関する研究を推進している。

## 略歴
- 1968年　富山県生まれ。富山中部高等学校卒業。
- 1991年　金沢大学工学部電気・情報工学科卒業。
- 1993年　金沢大学大学院工学研究科電気・情報工学専攻（修士課程）修了。
- 1994年　金沢大学大学院自然科学研究科システム科学専攻中途退学、金沢大学工学部電気・情報工学科 助手
- 1997年　博士（工学）（金沢大学）。
- 1998年　スイス連邦工科大学ロボティクス研究所客員研究員。
- 2000年　金沢大学工学部電気電子システム工学科講師。
- 2001年　カリフォルニア大学サンタバーバラ校客員研究員。
- 2002年　長岡技術科学大学工学部機械系助教授。
- 2006年　金沢大学大学院自然科学研究科電子情報科学専攻准教授。
- 2008年　シュトゥットガルト大学  システムダイナミクス研究所客員教授。
- 2008年　カリフォルニア大学サンタバーバラ校客員教授。
- 2009年　慶應義塾大学理工学部システムデザイン工学科准教授。
- 2010年　ルンド大学  工学部自動制御学科 訪問研究員 。
- 2014年　慶應義塾大学理工学部システムデザイン工学科教授。

## 所属学会
- 計測自動制御学会
- IEEE (米国電気電子学会)

## 受賞歴
- 2004年　船井情報科学奨励賞（ロバスト性と過渡応答特性を考慮したメカトロニクスシステム制御）。
- 2009年　金沢大学－コマツ産学連携実用化賞（現代制御理論に基づいた制御器開発）。
- 2010年　計測自動制御学会 制御部門大会賞（ビークル群によるネットワークの変化に依存しない協調取り囲み行動）。
- 2011年　計測自動制御学会 制御部門大会技術賞（需要曲線の特徴を考慮したH∞フィルタによる電力需要予測）。
- 2014年　計測自動制御学会 制御部門大会パイオニア賞（「エネルギーマネジメントシステムの分散協調制御」に関する一連の研究による制御技術の応用開拓への大きな貢献）。
- 2017年　計測自動制御学会 論文賞